# Río Urumea
El Urumea (llamado en Goizueta Errakaundi) es un río del norte de la península ibérica que discurre por España. Nace en Navarra y desemboca en el mar Cantábrico en San Sebastián (provincia de Guipúzcoa, País Vasco). Además es una zona especial de conservación, de 1 km² y fue aprobada en octubre de 2012.

## Geografía

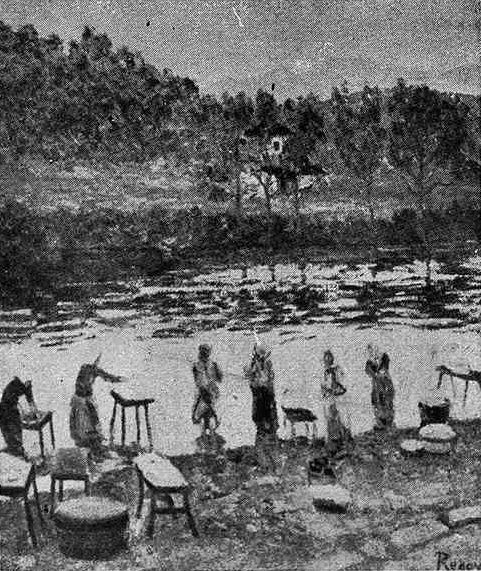
«Lavanderas del Urumea» (reproducción de un cuadro de Darío de Regoyos en La Esfera)

El río Urumea nace en el puerto de Leiza (Navarra), uno de los lugares más lluviosos de España, desciende por un valle estrecho y hondo hasta Goizueta. Recibe al Añarbe, discurre en rápida pendiente a partir de Artikutza y atraviesa los núcleos de Pagoaga y Pikoaga hasta llegar a Hernani.
Prosigue por Astigarraga, Martutene, Loyola, separa a Eguía y Gros de Amara y el centro de San Sebastián, para desembocar en el mar Cantábrico entre el monte Urgull y la playa de la Zurriola. Su cuenca es de solamente 279 km² y tiene 40 km de longitud.
En el trascurso de su itinerario recibe las aguas de los siguientes afluentes: por la derecha, Añarbe, Beltza, Lizarrey, Aparrain, Eskaitz, Usoko, Epele, Martindegi y Taulako. Por la izquierda, Pagoaga, Sagarreta, Urruzuno erreka u Olaberriko erreka, Bezkite, Sagatzain, Txonkueneku, Portu, Latzunbe, Buztin y Agerre.
El río Urumea discurre a lo largo de 57 km; 33 de ellos corresponden al territorio guipuzcoano. El espacio seleccionado como zona especial de conservación engloba desde la entrada del río en Guipúzcoa hasta el núcleo de Hernani, con un total de 11 km entre las cotas 70 y 20. El tramo seleccionado como LIC discurre por materiales paleozoicos, como pizarras y areniscas en la cabecera, para dar paso posteriormente a otros de origen cretácico, como margas, calizas y areniscas. 
El último tramo, tras el barrio de Epele, es de alto riesgo de inundabilidad, ya que a la fuerte torrencialidad de las lluvias se une el alto grado de ocupación humana de las riberas. El pasado preindustrial de este río ha dejado como herencia ferrerías y molinos abandonados en su cauce, con antiguas presas y derivaciones. Actualmente son las tomas de agua para minicentrales hidroeléctricas y los embalses de abastecimiento en su cabecera, como el del Añarbe, las infraestructuras que detraen más caudal de la cuenca.

## Flora
Se pueden distinguir dos tramos dentro del espacio, con características ambientales homogéneas. El primero de ellos abarca el tramo inicial del río en Guipúzcoa y discurre por una zona forestal de fuertes pendientes, dominada por plantaciones forestales de pino de Monterrey con algunos rodales de roble pedunculado (Quercus robur). Estas formaciones forestales se unen con una comunidad vegetal que se extiende a lo largo del cauce, la aliseda cantábrica, que incluye ejemplares de fresnos y sauces. El río Urumea presenta un caudal considerable, alterna remansos con pequeños rápidos, y la anchura del mismo llega a alcanzar los 10 metros. En este tramo aparecen diversos caseríos y antiguas presas. 
El segundo tramo se puede definir como curso bajo, ya que el agua discurre de forma lenta y los valles se ensanchan y moderan sus pendientes. La vegetación de ribera, la aliseda, alcanza mayor entidad. 
Al llegar al barrio de Epele, el Urumea entra en una zona de prados, con industrias y núcleos habitados que le acompañarán en el resto de su recorrido hasta el mar.

## Fauna
Este río cuenta con una fauna piscícola compuesta por cuatro especies: trucha de río (Salmo trutta m. fario), ezkailu o piscardo (Phoxinus phoxinus), anguila (Anguilla anguilla), locha o lobo de río (Barbatula barbatula) y salmón (Salmo salar). Las tres primeras especies son abundantes. El salmón era una especie extinguida en este río, pero gracias al plan de recuperación de la especie emprendido por la Diputación Foral de Guipúzcoa, contemplando repoblaciones de individuos juveniles, mejoras en el cauce y en la permeabilidad de las presas, una población de adultos está ya presente y va aumentando año tras año. 
Por otro lado, el Urumea se encuentra en el área de distribución de dos mamíferos de gran interés conservacionista, el visón europeo (Mustela lutreola) y el desmán ibérico (Galemys pyrenaicus).

## Características
A nivel general, la cuenca del Urumea se considera una de las mejor conservadas de Guipúzcoa, si bien a partir de la localidad de Hernani (aguas abajo del espacio seleccionado) el grado de urbanización del territorio le resta valor naturalístico.
La forma actual de la desembocadura es muy diferente a la de otros tiempos. Hasta los procesos de desecación que se realizaron en su estuario en el siglo XIX era muy ancha y discurría entre los montes Ulía y Txubillo. Urgull era solo un islote —con un tómbolo en formación— que surgía en el centro de la bahía y las aguas discurrían por gran parte del actual Gros y la totalidad de Amara nuevo formando marismas y terrenos pantanosos.
El río Urumea suele registrar las mayores crecidas en otoño y a principios del invierno, produciéndose ocasionalmente algunas inundaciones en Hernani, Astigarraga y en el barrio donostiarra de Martutene. Al tener una cuenca pequeña y pocos kilómetros de recorrido, su caudal puede variar de forma rápida, puede subir su nivel en pocas horas y si en unos cuantos días no se producen precipitaciones, éste puede descender considerablemente.